# Paul Gobara
Paul Gobara (* 26. März 2000) ist ein österreichischer Fußballspieler.

## Karriere

### Verein
Gobara begann seine Karriere beim SK Rapid Wien. Bei Rapid kam er zur Saison 2014/15 auch in die Akademie, in der er fortan sämtliche Altersstufen durchlief. Zur Saison 2018/19 rückte er in den Kader der Amateure der Wiener. Sein Debüt in der Regionalliga gab er im September 2018, als er am achten Spieltag jener Saison gegen den SC Neusiedl am See in der Startelf stand. Bis Saisonende kam er zu acht Einsätzen in der Regionalliga. Im März 2020 erzielte er bei einem 2:2-Remis gegen Neusiedl sein erstes Tor in der dritthöchsten Spielklasse.
Im Juni 2020 debütierte er bei seinem Kaderdebüt für die Profis in der Bundesliga, als er am 28. Spieltag der Saison 2019/20 gegen den TSV Hartberg in der 80. Minute für Filip Stojković eingewechselt wurde. Dies blieb sein einziger Einsatz für die erste Mannschaft von Rapid. Mit Rapid II stieg er zu Saisonende in die 2. Liga auf. In dieser kam er in der Saison 2020/21 zu 16 Einsätzen.
Zur Saison 2021/22 wurde Gobara an den Zweitligisten SV Horn verliehen. Bis zum Ende der Leihe kam er zu 27 Zweitligaeinsätzen für Horn. Zur Saison 2022/23 kehrte er wieder zu Rapid II zurück. Dort kam er zu zwölf Zweitligaeinsätzen, ehe er mit dem Team zu Saisonende aus der 2. Liga abstieg. Nach dem Abstieg kehrte er zur Saison 2023/24 fest nach Horn zurück, wo er einen bis Juni 2024 laufenden Vertrag erhielt. Für Horn kam er zu 54 Einsätzen, ehe das Team 2025 aus der 2. Liga abstieg.
Daraufhin wechselte Gobara zur Saison 2025/26 zu Zweitligist FC Hertha Wels, bei dem er einen bis 2026 laufenden Vertrag erhielt.

### Nationalmannschaft
Gobara spielte im Februar 2015 erstmals für eine österreichische Jugendnationalauswahl. Im Oktober 2016 debütierte er gegen England für die U-17-Mannschaft. Für diese kam er bis März 2017 zu vier Einsätzen.
Zwischen September 2017 und März 2018 spielte er sieben Mal für die U-18-Auswahl. Im August 2018 absolvierte er gegen Zypern sein einziges Spiel für die U-19-Mannschaft.